# Dawataa
Dawataa is een bestuurslaag in het regentschap Flores Timur van de provincie Oost-Nusa Tenggara, Indonesië. Dawataa telt 626 inwoners (volkstelling 2010).